# Attambelos VII de Caracene

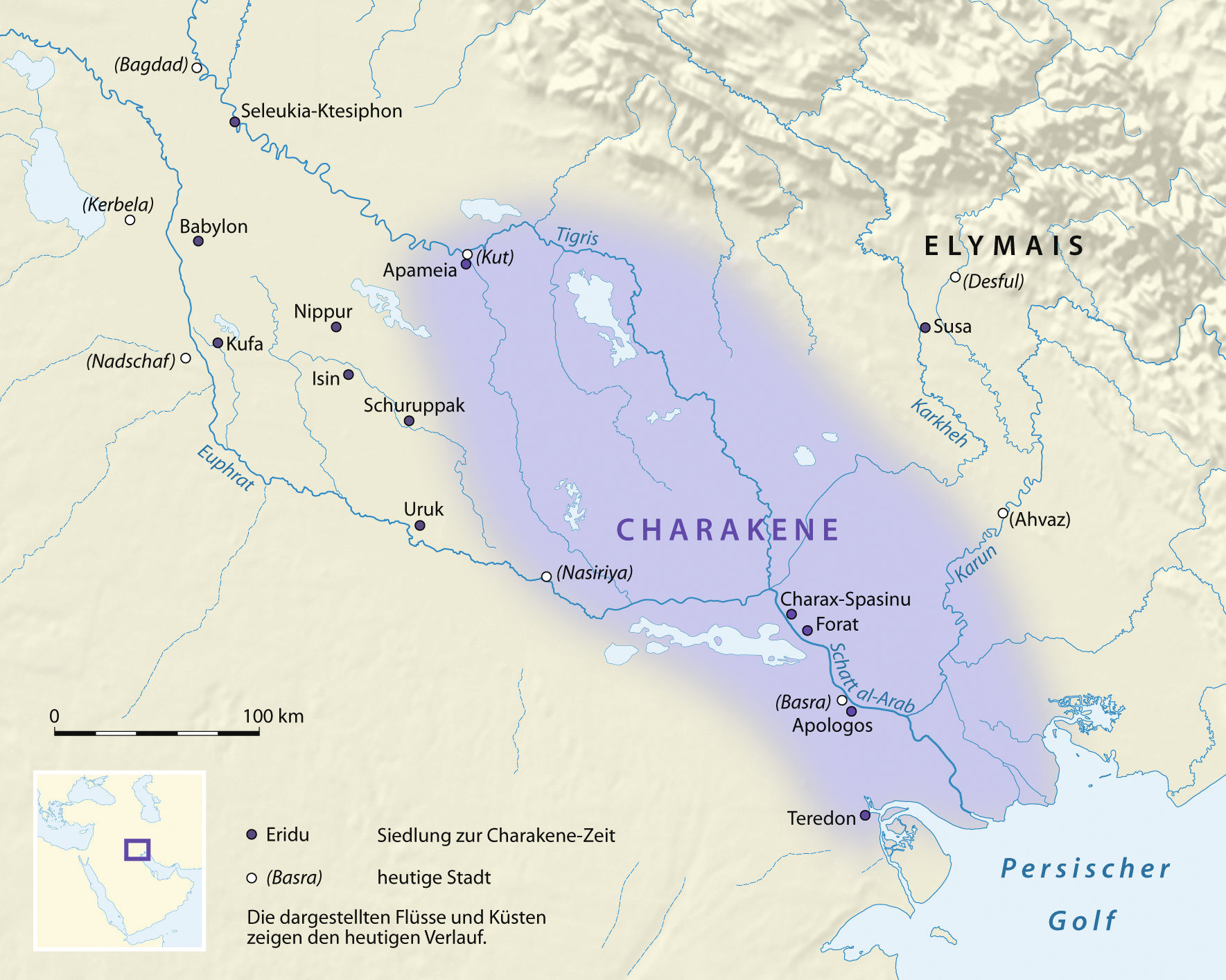
Reino de Caracene en su máxima expansión

Attambelos VII fue rey de Caracene, un estado vasallo de los partos e importante puerto comercial. Su corto reinado duró desde el año 113/114 hasta el año 116/117 d. C. y se dedicó principalmente a luchar contra la invasión romana bajo el emperador Trajano.

## Vida

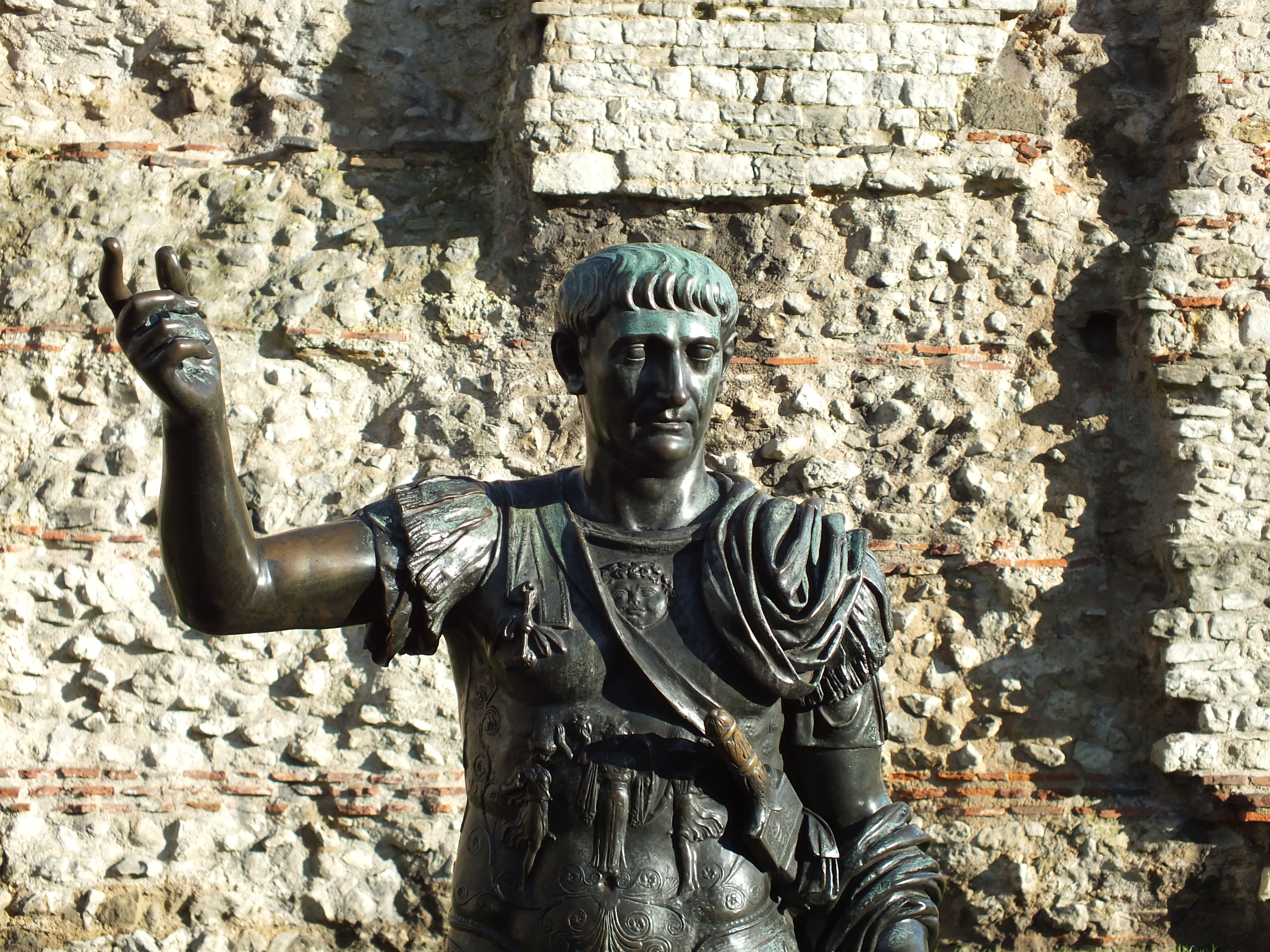
Estatua del emperador Trajano, en Tower Hill, Londres

Como la mayoría de los reyes de Caracene, es conocido principalmente por fuentes numismáticas, en su caso por unas pocas monedas de bronce fechadas entre los años 113/114 a.c.
En el año 114 o 115, el emperador romano Trajano conquistó la ciudad capital de Partia, Ctesifonte, y desde ahí luego se trasladó con una flota de 50 barcos al estado de Caracene en el Golfo Pérsico. El rey Attambelos VII se rindió ante Trajano alrededor del año 116/117 a.c, quien recibió la presentación temporal de Attambelos, como el príncipe gobernante en Caracene.

## Legado
A pesar de la victoria abrumadora, los romanos no se adueñaron de Mesopotamia por mucho tiempo, con el área abandonada poco después de la muerte de Trajano. Sin embargo, se desconoce el destino de Attambelos VII durante este tiempo. El próximo Rey del Caracene no se conoce hasta 131 a.c. Su sucesor fue Meredates, hijo de Pacoro II, rey del Imperio Parto, que había sido rey de Caracene desde el año 80 hasta el 101/102, una generación antes. Meredates finalmente fue expulsado por su primo Vologases IV, de una rama rival de la casa real parta, lo que indica un momento de debilidad tanto en la realeza parta como en los gobernantes locales de Caracene, una debilidad que empeoró mucho con la invasión oportunista de Trajano. Este debilitamiento en el poder real también puede estar indicado por la calidad de la moneda de Attambelos, que es bronce, a diferencia de la moneda de plata de Tetradracma de sus predecesores y puede explicar el lapso en la moneda después del tiempo de Attambelos VII.
Las monedas de Attambelos VII también son importantes, ya que son las últimas monedas de Caracene que tienen una influencia verdaderamente griego. A partir de la invasión de Trajano, la influencia del estilo griego se vuelve notablemente menor.